# Suesca
Suesca es un municipio colombiano de Cundinamarca, ubicado en la provincia de Almeidas, a 59 km al noreste de Bogotá. La altitud media del municipio es de 2584 m, y el clima es frío, con una temperatura media de 14.3°C.

## Toponimia

### Origen lingüístico[5]
- Familia lingüística: Chibcha
- Lengua: Muysccubun

### Significado
Suesca puede significar "Roca de las Aves". El topónimo «Suesca» deriva del muysc cubun (idioma muisca), y está formado por dos vocablos: sue, que significa «ave», y hyca, que significa «roca», o «piedra», ca "lugar, fortaleza, propiedad". Este vocablo representa el símbolo de la estrella de oriente y de igual manera la hora de la madrugada; toda expresión acompañada del vocablo ca enuncia territorios sublimes asignados a grandes caciques.

### Origen / Motivación
Suesca es el nombre con el que los indígenas del lugar nombraban al caserío que allí se encontraba y que al parecer, en tiempo precolombinos se llamab Suesuca.

### Nombres históricos
- Suesuca (siglo XVI)

## Historia

### Época precolombina
En la época precolombina, Suesca era uno de los once uta (poblados, o aldeas) que integraban el zybyn (clan) de Guatavita, en el territorio que en la Confederación Muisca correspondía al Zipazgo. El utatiba (gobernante local) de Suesca era tributario del sybyntiba (cacique) de Guatavita. En la Laguna de Suesca, los muiscas tenían un adoratorio dedicado a sus dioses.

### Conquista española
En 1536, por mandato de  Pedro Fernández de Lugo, entonces gobernador de Santa Marta, el licenciado  Gonzalo Jiménez de Quesada emprendió su expedición con miras a descubrir el nacimiento del Río Grande de La Magdalena. Siguiendo el curso del río, llegó a Tora de las Barrancas Bermejas (la actual Barrancabermeja); cerca de este sitio encontraron un indígena que les habló de las riquezas de la Confederación Muisca y del buen clima de las tierras del interior. Entonces abandonaron las tierras del Magdalena y ascendieron por la Cordillera Oriental, pasando por tierras de lo que hoy es el departamento de Boyacá, para entrar al actual departamento de Cundinamarca por Susa, Guachetá, Lenguazaque, Cucunubá y Suesca. 
El 14 de marzo de 1537, Jiménez de Quesada llegó a este último poblado y quedó maravillado por la bondad de sus habitantes y por la belleza de sus imponentes rocas, lo mismo que por su clima y su tranquilidad. Los habitantes de Suesca agasajaron a los españoles en su campamento con carne de venado y conejo, comida y mantas de algodón pintadas de vivos colores.
Entre tanto, el zipa Tisquesusa, que ya se había enterado de la llegada de los extranjeros, envió espías a Suesca para que se informasen de cuántos eran, las armas que traían y sus intenciones, para con estos datos decidir qué hacer. Los espías le hablaron al zipa de los caballos, a los que llamaban "venados grandes" en su lengua, de los que Tisquesusa ya tenía noticias por informaciones anteriores, pero estos últimos informantes se dieron cuenta de que un caballo había muerto, y de que los españoles lo habían enterrado, por lo que quedaba descartado que fueran animales inmortales. También le describieron las armas que habían visto y el aspecto físico de los extranjeros.
Estando Quesada y sus hombres en Suesca, un indio que llevaba dos mantas para obsequiar a los españoles se encontró en el camino con un español llamado Juan Gordo; el indio se asustó y dejó tiradas las mantas en el camino, por lo que Gordo las tomó y las llevó al campamento. Después el indio le dijo a Quesada que el soldado le había robado las mantas, por lo que el conquistador condenó a Juan Gordo a muerte, y la sentencia se ejecutó sin piedad, a pesar de los ruegos de los demás españoles. Quesada defendió su decisión argumentando que con esto ponía freno y ejemplo a los demás, para que no cometieran abusos con los naturales.
Con ocasión de ir a visitar Quesada al cacique de Suesca, presenció el conquistador que el cacique permanecía amarrado en medio de su cercado, mientras sus nueve esposas se turnaban para azotarlo; al preguntar Quesada el motivo del castigo, le informó el intérprete que el cacique se había excedido en una borrachera, y que por eso sus esposas lo estaban castigando. Quesada les rogó a las mujeres que perdonaran al cacique, que ya derramaba sangre de su espalda, pero las mujeres no cedieron. Al partir Quesada de Suesca, se dirigió a Nemocón. Luego de algunas batallas con los indios, Quesada volvió a Suesca, donde dejó a cargo del ejército a su hermano, Hernán Pérez de Quesada, mientras el general iba con otra tropa hacia el valle de Neiva.
En 1565 se resolvió y ordenó trasladar el caserío al sitio donde hoy se encuentra, para evitar así las graves consecuencias que sufrían los indios con las inundaciones del río Bogotá. En 1571, el vicario general de la Orden de Santo Domingo presentó ante la Real Audiencia de Santafé una Real Cédula que lo facultaba a realizar nuevas fundaciones de conventos, con lo que se le concedió permiso para fundar el convento dominicano de Guatavita, del que se nombró prior a fray Sebastián de Morales; adjunta a este convento estuvo la doctrina de Suesca.
Suesca fue por excelencia el lugar de descanso del conquistador, sobre todo en sus últimos años, debido al clima saludable y a la simpatía y hospitalidad de sus moradores. Después de haber sido nombrado "Adelantado del Nuevo Reino de Granada" por el rey de España, Quesada resolvió permanecer algún tiempo en esta comarca, durante el cual escribió el Compendio Historial, o Los Ratos de Suesca, en tres volúmenes, en el que narraba la historia de sus descubrimientos y conquistas (obra extraviada hasta la actualidad). Después de permanecer un tiempo en Suesca, Quesada se trasladó a Tocaima y finalmente a Mariquita, en donde falleció el 16 de febrero de 1579.

### Nuevo Reino de Granada

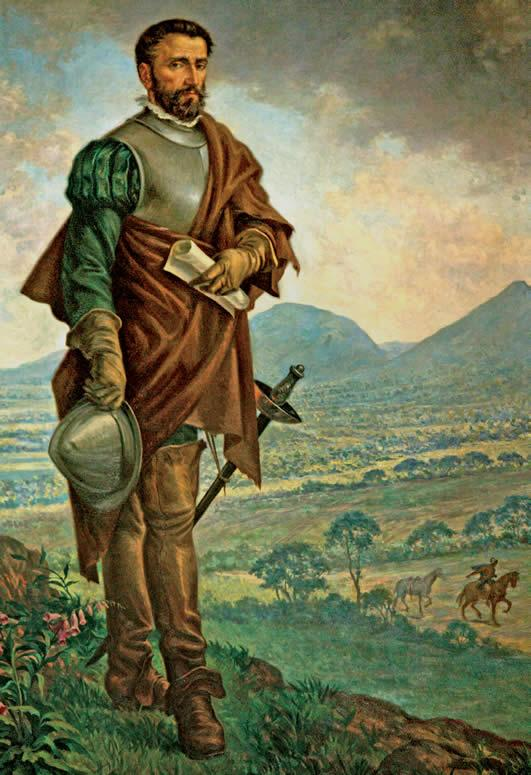
El licenciado Gonzalo Jiménez de Quesada llegó a Suesca el 14 de marzo de 1537.

Uno de los primeros sacerdotes doctrineros de Suesca fue fray Juan de Ladrada, vicario general de la Orden de Santo Domingo y maestro de Teología en Santafé de Bogotá; era natural de Granada, España, y fue también cura párroco en Funza y Cartagena de Indias.
El 2 de agosto de 1600 fue fundado el nuevo pueblo de indios por el oidor Luis Enríquez, y el 6 de noviembre del mismo año se contrató la construcción de la iglesia doctrinera bajo certificación de escribano. La evangelización de los indios de Suesca le fue encomendada a la Orden de Santo Domingo, que construyó un monasterio en territorio de las actuales veredas Ovejeras y Palmira. El 7 de octubre de 1665, fray Miguel de Pineda consagró a Suesca bajo la protección de Nuestra Señora del Rosario, que desde entonces es la patrona del municipio.
La iglesia de Nuestra Señora del Rosario de Suesca es de las pocas de Cundinamarca que conservan su antiguo estilo, tal como la dejaron los españoles. Las reconstrucciones y mejoras que se le han hecho han respetado lo fundamental de la estructura, como en 1834, cuando se le cambió la torre de espadaña por la que hoy tiene, y hacia 1957, cuando se enchapó una parte en piedra. En la actualidad, la parroquia de Suesca hace parte de la diócesis de Zipaquirá.
En 1602 el sacerdote Pedro Mártir Cárdenas encontró en Suesca una cueva en la que los muiscas guardaban las momias de sus difuntos. En la cueva había 150 momias dispuestas alrededor de una principal, que se presume era la de un cacique principal. Las momias estaban adornadas con collares de cuentas y piedrecillas en el cuello y en los brazos, y tocados en la cabeza.

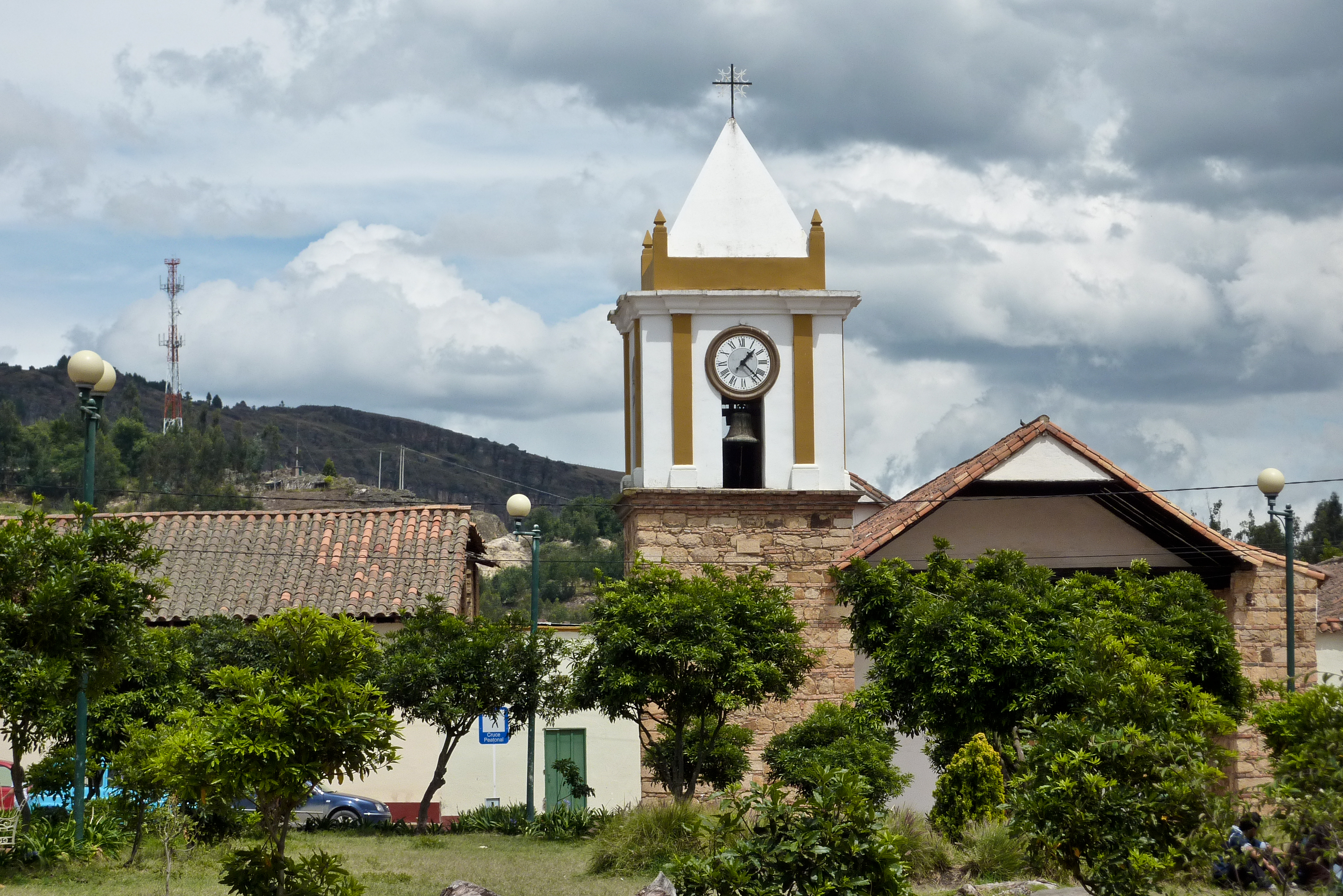
Vista de la iglesia de Nuestra Señora del Rosario de Suesca.

La primera partida de bautismo conservada en los libros parroquiales de Suesca data del 30 de julio de 1665, y la primera de matrimonio es del 19 de agosto del mismo año, firmadas por el cura fray Miguel de Pineda.
En la visita del Fiscal Francisco Antonio Moreno y Escandón, del 21 de febrero de 1779, figura un censo de 704 indios.

### SigloXIX
El 3 de enero de 1851, el geógrafo italiano Agustín Codazzi inició el segundo viaje de la Comisión Corográfica, con el objetivo de explorar las provincias de Tunja y Tundama. Durante ese viaje, Codazzi partió de Bogotá y llegó a Suesca, donde realizó investigaciones sobre la cuenca alta del río Bogotá.

## Geografía

### División Político-Administrativa
Aparte de su Cabecera municipal, tiene bajo su jurisdicción los siguientes Centros poblados: Cacicazgo, Hato Grande y Santa Rosita
Además, el municipio está compuesto con las siguientes veredas:
Agua Claras, Arrayanes, Barrancas, Chitiva Alto, Chitiva Bajo, Cuayá, El Hatillo, Güita, Ovejeras (El Crucero), Palmira, Peña Negra, Piedras Largas, San Vicente, Susatá, Tausaquirá y Tenería.

### Límites municipales
| Noroeste: Cucunubá (Laguna de Suesca) | Norte: Cucunubá                       | Nordeste: Cucunubá Lenguazaque             |
| Oeste: Tausa Nemocón                  |                                       | Este: Chocontá                             |
| Suroeste: Nemocón                     | Sur: Gachancipá Sesquilé (Río Bogotá) | Sureste: Límites entre Sesquilé y Chocontá |

## Economía

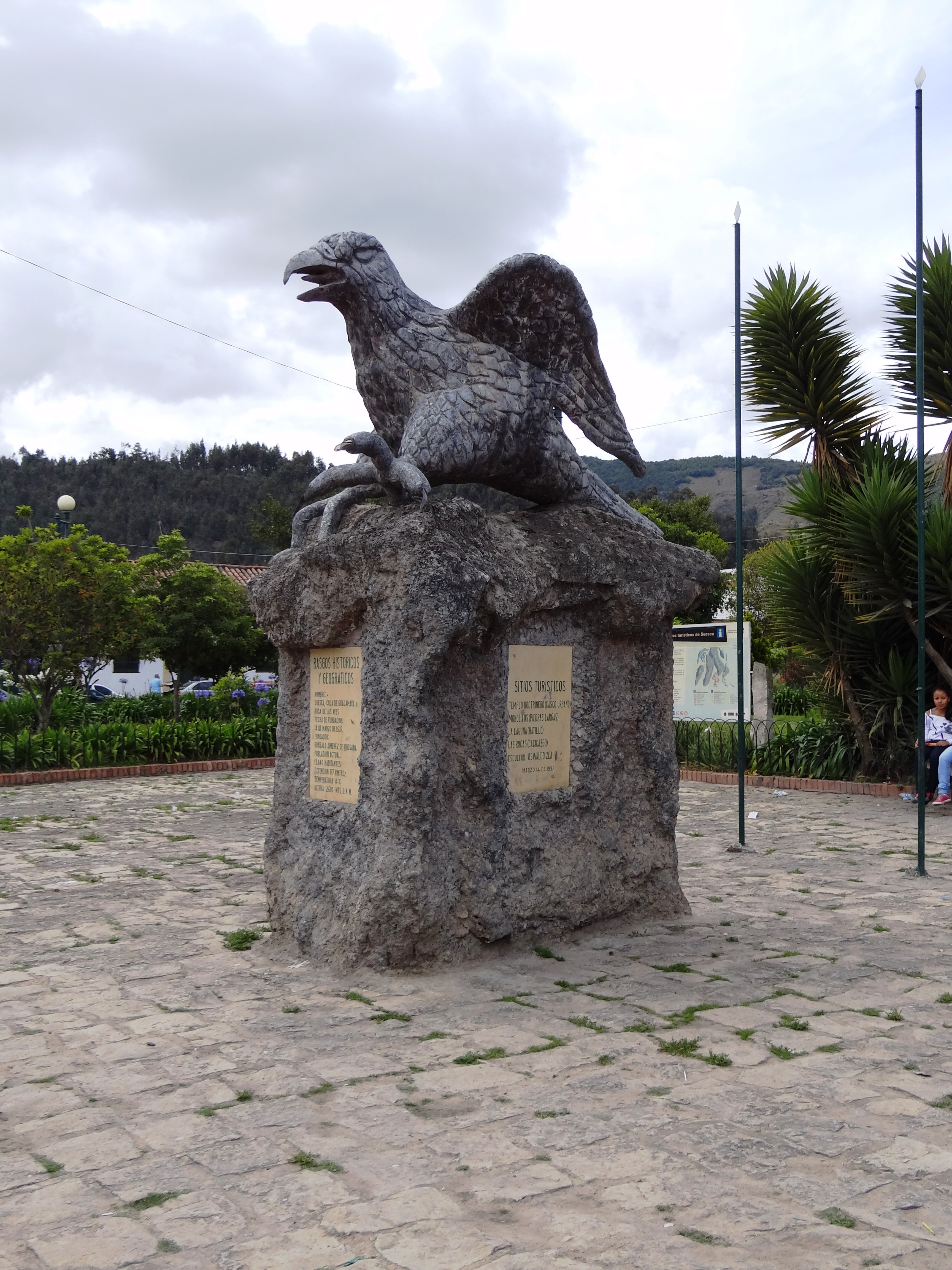
Monumento a la Roca de las Aves en la plaza fundacional de Suesca.

La mayor parte de la población de Suesca trabaja en el cultivo de flores, en empresas ubicadas en la planicie del municipio y en cercanías al río Bogotá, en zonas de mayor altitud es predominante la ganadería lechera, y en menores proporciones la agricultura y la minería tradicional representada en la extracción de carbón y arcilla para la fabricación semi-artesanal de ladrillo. La única industria a gran escala es una fábrica de cemento ubicada en cercanías del casco urbano de la población. 
Otra fuente de ingresos es el turismo, su mayoría gira en torno a las rocas de Suesca y los deportes extremos como escalada y ciclomontañismo.

## Turismo

### Templo Doctrinero Nuestra Señora del Rosario

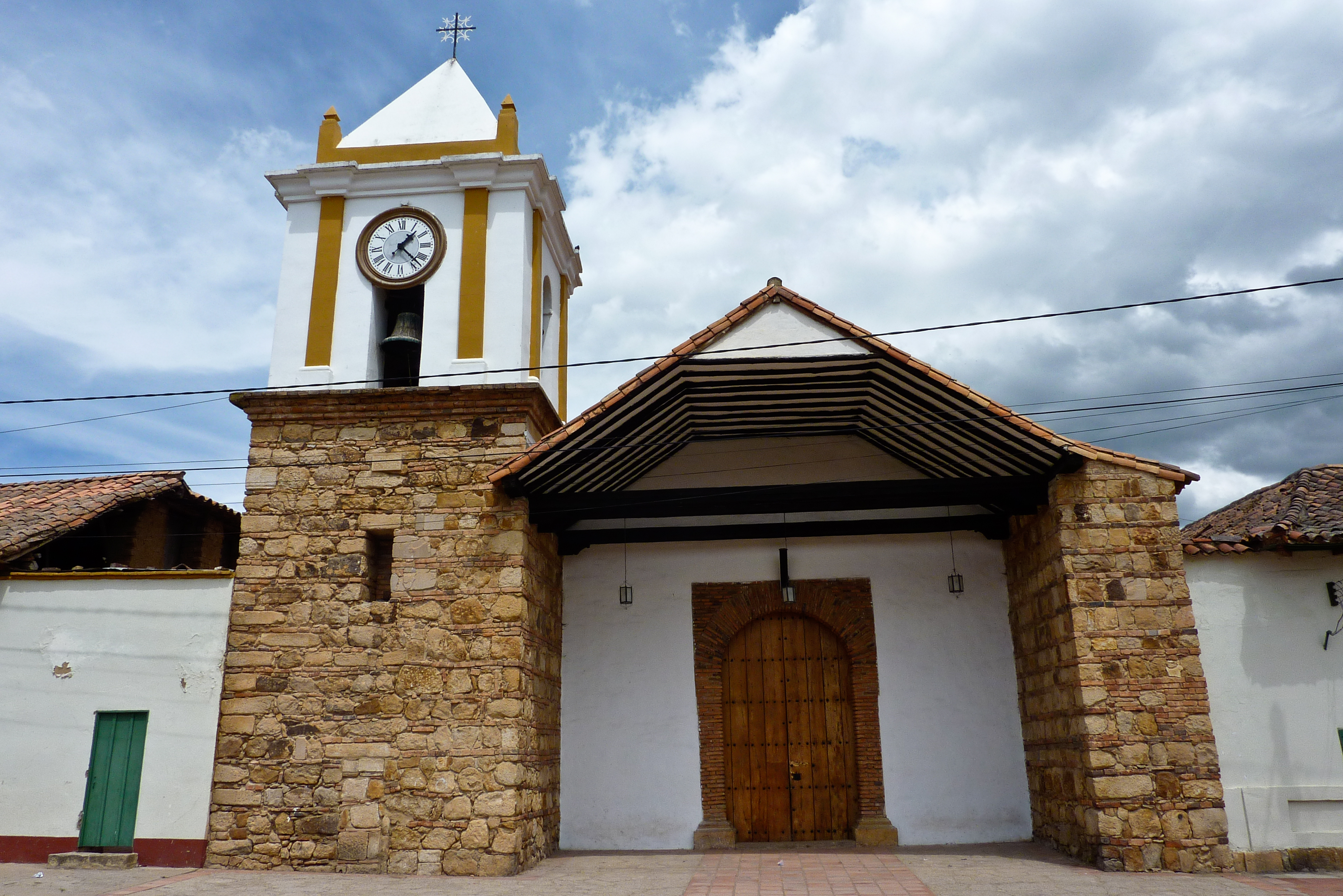
Templo Doctrinero Nuestra Señora del Rosario.

El dominico Fray Domingo de las Casas acompañó al conquistador Gonzalo Jiménez de Quesada en su expedición; por tal razón, celebró la primera misa en el poblado indígena de Suesca a mediados de marzo de 1537. Fue preciso improvisar un altar en uno de los bohíos y utilizar como ornamentos algunas mantas tejidas por los muiscas. Los primeros evangelizadores de Suesca fueron los padres Dominicos, quienes fundaron algunos monasterios en sitios que hoy forman las veredas de Ovejeras y Palmira. El dominico Miguel de Pineda, en homenaje a Nuestra Señora del Rosario, la declaró patrona de la parroquia; con tal motivo realizó solemnes festividades religiosas y populares el 7 de octubre de 1665. Por esa época fue construido el templo que hoy se conserva con algunas modificaciones y reparaciones en la torre y el campanario. El Altar Mayor, construido y tallado en madera dorada al fuego, se mantiene como una verdadera reliquia colonial. Fue traído de una capilla que existió en Bogotá.

### Rocas de Suesca
Suesca es lugar por excelencia para escalar en roca en Colombia y un destino turístico de deportes de aventura y actividades al aire libre en constante aumento. Esto por su historia, su cercanía con Bogotá y por su gran número y calidad de rutas de escalada (alrededor de 600 vías). Para los practicantes de la escalada en roca este es un verdadero paraíso pues cuenta con rutas de todos los niveles de dificultad en escalada deportiva, escalada tradicional y escalada de multi largos. Es sin duda el lugar de Colombia donde más se practica la escalada y con mayor número de vías. 

Las rocas de Suesca comprende un farallón de roca tipo arenisca con una extensión aproximada de 3km y casi 200m de altura en su parte más alta. El farallón de Suesca bordea el río Bogotá y va párelo a las vías de tren de transporte de carga. Además de la escalada en roca, en este farallón se puede apreciar arte rupestre prehispánico que en algunos sectores se encuentra muy bien conservado.
|                 |
| Rocas de Suesca |

|                           |
| Virgen en Rocas de Suesca |

|                              |
| Vista de la Laguna de Suesca |

## Movilidad
Al municipio de Suesca se accede desde la Autopista Norte en Bogotá por la Ruta Nacional 55 hasta el vecino municipio de Sesquilé y de allí, por la variante aledaña al río Bogotá hasta la estación del ferrocarril suescano, momento en el que su casco urbano, el acceso se convierte en la Carrera 4. Por el norte también hay vía que lo conduce a Cucunubá. Y al occidente se encuentra la vía que conduce hacia Nemocón y Zipaquirá.
Se puede llegar a Suesca en transporte público desde el terminal del norte de Bogotá 